# Caloptilia pyrrhaspis
Caloptilia pyrrhaspis är en fjärilsart som först beskrevs av Edward Meyrick 1931.  Caloptilia pyrrhaspis ingår i släktet Caloptilia och familjen styltmalar. Inga underarter finns listade i Catalogue of Life.